# 마쓰바라 요시카
마쓰바라 요시카(일본어: 松原 良香, 1974년 8월 19일 ~ )는 일본의 전직 축구 선수이자 현 축구 지도자로 현재 이와테 그루자 모리오카의 감독을 맡고 있으며 일본 A대표팀 출전 기록은 없다.

## 선수 시절

### 클럽
1993년 CA 페냐롤에서 활동하다가 1994년 주빌로 이와타 입단을 통해 일본 무대로 돌아온 뒤 J리그컵 1회 우승 및 2회 준우승에 일조했고 1996년부터 1997년까지는 시미즈 에스펄스와 제프 유나이티드 이치하라에서 임대 선수로 활동하며 시미즈 에스펄스의 J리그컵 1996 우승에 일조했다.
그 뒤 1999년부터 2002년까지 3년간 유럽과 남미 클럽팀을 전전했고 2003년부터 2005년까지 오키나와 카리유키, 후지에다 MYFC 등에서 활동하며 오키나와 카리유키의 2003년 일본 지역 리그 규슈 지역 우승, 후지에다 MYFC의 2005년 일본 지역 리그 도카이 지역 우승 등을 이끈 후 12년간의 현역 생활을 마감했다.

### 국가대표팀
일본 U-23 대표팀의 일원으로 1996년 하계 올림픽에 참가하여 성인대표팀 시절 1984년과 1988년 대회에서 2회 연속 올림픽 은메달을 차지한 강호 브라질을 D조 조별리그 첫 경기에서 1-0으로 꺾는 이변의 주역으로 활약했고 팀은 이후 헝가리와의 최종전에서 승리를 거두며 2승 1패의 나쁘지 않은 성적을 거두었지만 골득실차에서 브라질과 나이지리아에 밀리면서 조별리그 문턱을 넘지 못했다.

## 지도자 경력
2005년 자신의 프로 커리어 마지막팀인 후지에다 MYFC의 감독으로 본격적인 축구 지도자의 길을 걷기 시작했고 이후 2015년에는 SC 사가미하라의 감독으로 지내다가 2023년 2월 1일 J3리그의 이와테 그루자 모리오카의 사령탑으로 부임했다.

## 수상

### 클럽 (선수)
주빌로 이와타
- J1리그 : 준우승 (1998)
- J리그컵 : 우승 (1998), 준우승 (1994)

시미즈 에스펄스
- J리그컵 : 우승 (1996)